# Copa Japan Soccer League
La Copa Japan Soccer League (en inglés: Copa de la Liga de Fútbol de Japón) fue la Copa de la Liga original para clubes de la máxima categoría del fútbol japonés antes de la creación de la J. League y su propia copa. Esta competición se disputó por primera vez en 1973, pero no se convirtió en un torneo anual hasta 1976.
La Copa JSL incluía clubes de la Primera y la Segunda División. Su formato varió en cada edición: a veces los equipos jugaban pequeñas fases de grupos, otras era completamente a eliminación directa, incluidos los clubes que no habían ascendido a la Segunda División. Solía llevarse a cabo en la primavera o el verano antes de la temporada de la liga, pero a partir del año 1985 la copa fue disputada a lo largo de todo el año, una regla que se mantuvo hasta el advenimiento de la J. League.

## Finales
| Temporada | Campeón                        | Resultado | Subcampeón        | Sede de la final                          |
| --------- | ------------------------------ | --------- | ----------------- | ----------------------------------------- |
| 1973      | Towa Real Estate Yanmar Diesel | 1-1       |                   | Estadio de Fútbol de Nishigaoka, Tokio    |
| 1976      | Hitachi                        | 1-0       | Eidai Industries  | Estadio Nacional, Tokio                   |
| 1977      | Furukawa Electric              | 4-0       | Yanmar Diesel     | Estadio Nacional, Tokio                   |
| 1978      | Mitsubishi Motors              | 2-1       | Fujita Industries | Estadio Kanko, Okayama                    |
| 1979      | Yomiuri F.C.                   | 3-2       | Furukawa Electric | Estadio Nagai, Osaka                      |
| 1980      | Nippon Kokan                   | 3-1       | Hitachi           | Estadio Nagai, Osaka                      |
| 1981      | Mitsubishi Motors Toshiba      | 4-4       |                   | Utsunomiya Soccer Field, Utsunomiya       |
| 1982      | Furukawa Electric              | 3-2       | Yanmar Diesel     | Estadio Atlético Kusanagi, Shizuoka       |
| 1983      | Yanmar Diesel                  | 1-0       | Nissan Motors     | Estadio Kofu Midorigaoka, Kōfu            |
| 1984      | Yanmar Diesel                  | 3-0       | Toshiba           | Estadio Komazawa, Tokio                   |
| 1985      | Yomiuri F.C.                   | 2-0       | Nissan Motors     | Estadio de Fútbol de Toyohashi, Toyohashi |
| 1986      | Furukawa Electric              | 4-0       | Nissan Motors     | Estadio Atlético Mizuho, Nagoya           |
| 1987      | Nippon Kokan                   | 3-0       | Sumitomo          | Estadio Atlético Mizuho, Nagoya           |
| 1988      | Nissan Motors                  | 3-0       | Toshiba           | Estadio Yokkaichi, Yokkaichi              |
| 1989      | Nissan Motors                  | 1-0       | Yamaha Motors     | Estadio de Fútbol de Toyohashi, Toyohashi |
| 1990      | Nissan Motors                  | 3-1       | Furukawa Electric | Estadio Atlético Mizuho, Nagoya           |
| 1991      | Yomiuri F.C.                   | 4-3       | Honda Giken       | Estadio Atlético Mizuho, Nagoya           |

## Títulos por club
Los equipos son mencionados con su actual nomenclatura, o la última si se trata de cuadros desaparecidos (escrito en itálicas).
| Club                | Campeón | Subcampeón | Años campeón                  | Años subcampeón  |
| ------------------- | ------- | ---------- | ----------------------------- | ---------------- |
| Yokohama F. Marinos | 3       | 3          | 1988, 1989, 1990              | 1983, 1985, 1986 |
| JEF United Chiba    | 3       | 2          | 1977, 1982, 1986              | 1979, 1990       |
| Cerezo Osaka        | 3       | 2          | 1973 (compartido), 1983, 1984 | 1977, 1982       |
| Tokyo Verdy         | 3       | 0          | 1979, 1985, 1991              |                  |
| Urawa Red Diamonds  | 2       | 0          | 1978, 1981 (compartido)       |                  |
| NKK S.C.            | 2       | 0          | 1980, 1987                    |                  |
| Shonan Bellmare     | 1       | 1          | 1973 (compartido)             | 1978             |
| Kashiwa Reysol      | 1       | 1          | 1976                          | 1980             |
| Consadole Sapporo   | 1       | 1          | 1981 (compartido)             | 1988             |
| Eidai S.C.          | 0       | 1          |                               | 1976             |
| Kashima Antlers     | 0       | 1          |                               | 1987             |
| Júbilo Iwata        | 0       | 1          |                               | 1989             |
| Honda FC            | 0       | 1          |                               | 1991             |